# Bemolanga
Bemolanga es un importante yacimiento petrolífero de arenas bituminosas en la cuenca terrestre de Morondava, en Madagascar. El depósito fue descubierto a principios del siglo XX, pero con anterioridad, era conocido por los lugareños durante siglos. El campo está ubicado al norte del campo de petróleo pesado Tsimiroro y al este de la ciudad de Morafenobe. El campo tiene una profundidad de 0–30 metros (0–98 pies) y está situado a unos 120 kilómetros (75 millas) de la costa.
Madagascar Oil es titular de una licencia del campo Bemolanga con una participación del 40% que pertenece a Total S.A. Madagascar Oil describe el campo como un campo de betún gigante de 8-13.º API bajo en azufre (<1%) y aceite ultra pesado bajo en vanadio. Según DeGolyer y MacNaughton, el campo tiene 16,6 billones de barriles (~ 2.58 × 109 t) de petróleo en su lugar (P-50) y 9.8 billones de barriles (~ 1.5 × 109 t) de petróleo recuperable (2P + 3P). En julio de 2018, Grynberg Petroleum, una compañía con sede en Estados Unidos barajó la viabilidad de la adquisición de parte del yacimiento.[cita requerida]

## Historia
Se cree que el origen de las rocas y el aceite de Bemolanga es la formación Karoo del esquisto medio de Sakamena. El campo se elevó a su ubicación actual cerca de la superficie debido a la renovación y la inclinación hacia el mar de la isla de Madagascar, que comenzó en el Cretácico tardío (Turoniano) y continuó a lo largo de la era Cenozoica.
Se perforaron trece pozos y más de 500 pozos desde la década de 1950 hasta principios de la década de 1980. Los hidrocarburos se encuentran en las formaciones de Isalo y Amboloando en un área de aproximadamente 400 km² (150 millas cuadradas). El área de minería de superficie prospectiva se define por donde haya menos de 40 metros (130 pies) de profundidad hasta la arena de petróleo. El espesor promedio de sobrecarga en el área de minería superficial es de alrededor de 15 metros (49 pies) (considerablemente menos que el espesor promedio de sobrecarga en Canadá) y la saturación de aceite es de hasta 12%.
En septiembre de 2008, la compañía Total S.A. adquirió una participación del 60% en el yacimiento de Bemolanga. Acordó un programa de 2 años para perforar 130 pozos centrales adicionales a un costo de $ 200 millones de dólares. Total comenzó su propio trabajo de campo a mediados de 2009, con el inicio de la producción comercial planificada para 2018. La compañía ha previsto que se desarrollen 2,5 mil millones de barriles (400,000,000 m³) de recursos recuperables para producir 180,000 barriles por día (29,000 m³ / d) de petróleo durante más de 30 años.